# Löcknasjön
Löcknasjön är en sjö i Askersunds kommun i Närke och ingår i Motala ströms huvudavrinningsområde. Sjön har en area på 0,223 kvadratkilometer och ligger 115,3 meter över havet.

## Delavrinningsområde
Löcknasjön ingår i det delavrinningsområde (653582-145468) som SMHI kallar för Ovan 653587-145338. Medelhöjden är 126 meter över havet och ytan är 10,59 kvadratkilometer. Räknas de 2 avrinningsområdena uppströms in blir den ackumulerade arean 59,2 kvadratkilometer. Skyllbergsån (Joxtorpsån) som avvattnar avrinningsområdet har biflödesordning 2, vilket innebär att vattnet flödar genom totalt 2 vattendrag innan det når havet efter 168 kilometer. Avrinningsområdet består mestadels av skog (48 procent), öppen mark (13 procent) och jordbruk (21 procent). Avrinningsområdet har 0,2 kvadratkilometer vattenytor vilket ger det en sjöprocent på 1,8 procent. Bebyggelsen i området täcker en yta av 1,09 kvadratkilometer eller 10 procent av avrinningsområdet.